# Miguel Reale Júnior
Miguel Reale Júnior (São Paulo, 18 de abril de 1944) é um jurista, político, professor e advogado brasileiro. Foi professor titular de direito penal da Universidade de São Paulo (USP) e ministro da Justiça no governo Fernando Henrique Cardoso. É filho do também jurista e notório integralista Miguel Reale. Foi um dos propositores da denúncia que levou ao impeachment da presidente Dilma Rousseff.

## Carreira
Miguel Reale Júnior formou-se em direito em 1968 pela Faculdade de Direito da Universidade de São Paulo, pela qual também se tornou doutor em 1971, com a tese Dos estados de necessidade, e livre-docente em 1973. Sua atuação acadêmica foi voltada à área do direito penal.
Foi professor da Faculdade de Direito da USP desde 1971 até sua aposentadoria em 2014, tendo se tornado professor titular de direito penal em 1988. É autor de diversos artigos publicados nos mais diversos periódicos. Foi um membro da Comissão Revisora da Parte Geral do Código Penal e da Lei de Execução Penal entre 1980 e 1984.
É um membro honorário da cadeira nº 2 da Academia Paulista de Letras (APL), bem como da Real Academia de Jurisprudência y Legislacion madrilenha.
Foi conselheiro federal da Ordem dos Advogados do Brasil de 1974 a 1977. Atuou como secretário de Segurança Pública do Estado de São Paulo de 1983 a 1984, no governo Franco Montoro. Em 1987 tornou-se presidente do Conselho Federal de Entorpecentes (COFEN), órgão ligado ao Ministério da Justiça, permanecendo nesse cargo até 1988. Em 1995, foi secretário estadual da Administração e Modernização do Serviço Público no governo Covas.
Em 2002, tornou-se ministro da Justiça no governo Fernando Henrique Cardoso por breve período. Militante do Partido da Social Democracia Brasileira (PSDB), sempre esteve ligado a políticos como Franco Montoro, Mário Covas e Fernando Henrique Cardoso.
Durante mais de 20 anos Miguel Reale Júnior teve como braço direito seu sócio David Teixeira de Azevedo, tendo formado em 1983 a sociedade Reale & Azevedo Advogados, que perdurou até 2007, passando o escritório a se chamar Reale e Moreira Porto Advogados Associados. Após nova alteração societária em 2012, desde então seu escritório leva o nome de Miguel Reale Júnior Sociedade de Advogados.
Tendo sido filiado desde 1990, deixou o PSDB em junho de 2017, após o partido anunciar sua permanência na base do governo Michel Temer, apesar das denúncias surgidas contra a pessoa de Temer e seus aliados.
No ano de 2022, durante a eleição presidencial, Reale Jr. declarou voto no candidato Luiz Inácio Lula da Silva (PT). Apesar de ser entusiasta da candidatura de Simone Tebet (MDB), decidiu apoiar o petista para "impedir qualquer ação de Bolsonaro (PL) para se manter no poder".

## Processos deimpeachment

### Dilma Rousseff

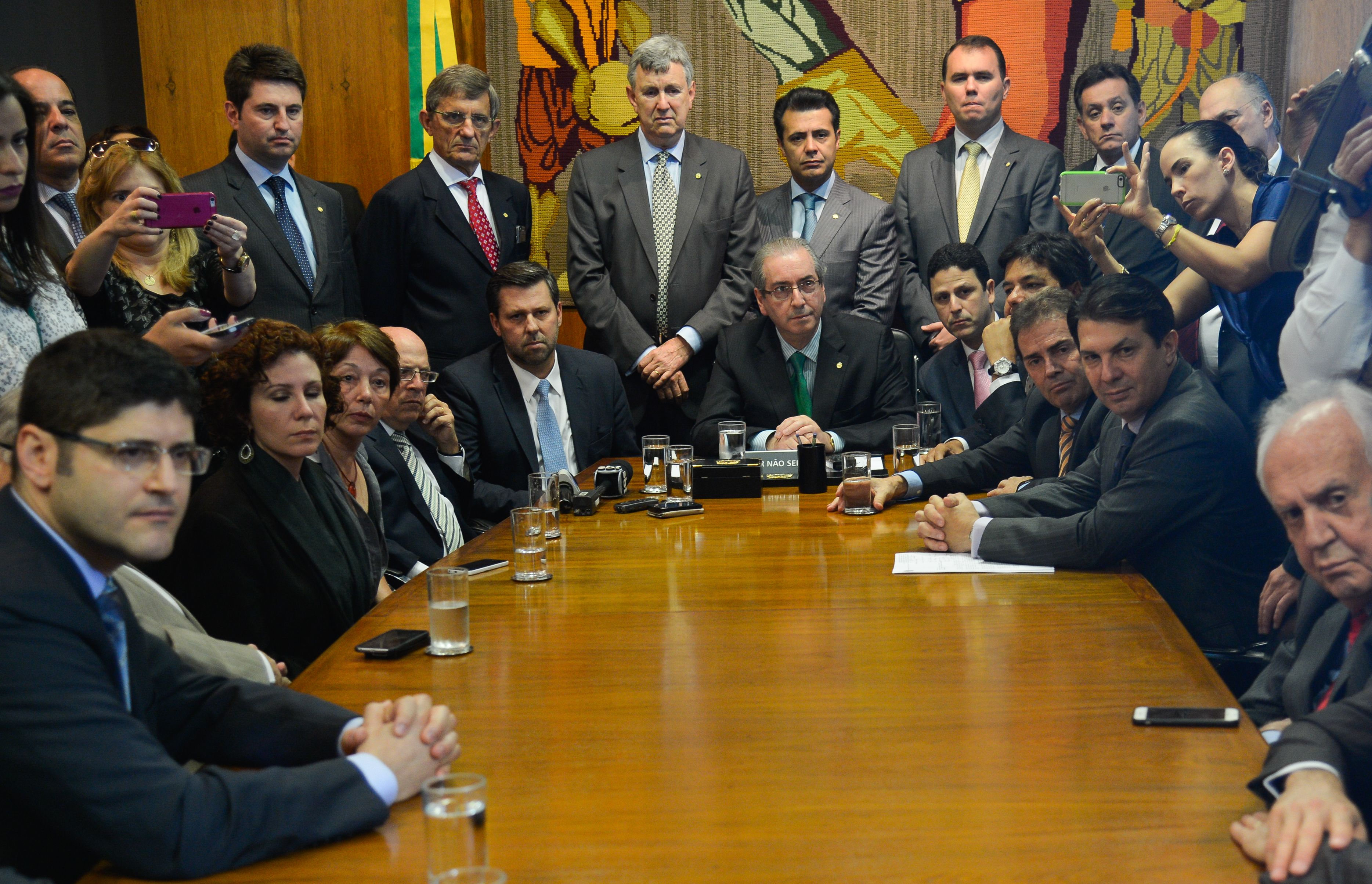
O jurista Miguel Reale Jr. e a filha de Hélio Bicudo, Maria Bicudo, entregam ao então presidente da Câmara dos Deputados Eduardo Cunha o pedido de impeachment da presidente Dilma Rousseff.

Em 2015, junto aos juristas Hélio Bicudo e Janaina Paschoal, protocolou na Câmara dos Deputados um pedido de abertura de processo de impeachment contra a presidente Dilma Rousseff. Os Movimentos sociais pro-impeachment decidiram aderir ao requerimento, que contou também como apoio de parlamentares e parte da sociedade civil que organizou um abaixo-assinado em apoio ao impeachment da presidente da República. O pedido foi posto em votação no dia 17 de abril em sessão extraordinária da Câmara dos Deputados, sendo aprovado na Câmara dos Deputados com 367 a favor, 137 contra, 7 abstenções e duas ausências, e em 31 de agosto de 2016, foi aprovado no Senado por 61 votos a favor e 20 contra.

### Jair Bolsonaro
Em 2021, Reale Júnior protocolou pedido de impeachment do presidente Jair Bolsonaro.

## Obras
- Instituições de Direito Penal Vol. I e II, São Paulo, Forense;
- Teoria do Delito, São Paulo, RT, 1998;
- Casos de Direito Constitucional, São Paulo, RT, 1992;
- Problemas Penais Concretos, São Paulo , Malheiros Editores, 1997;
- Questões Atuais de Direito, em co-autoria com o Prof. Miguel Reale, Belo Horizonte, Editora Del Rey, 2000;